# Río San Juan (Repubblica Dominicana)
Río San Juan è un comune della Repubblica Dominicana di 15.092 abitanti, situato nella Provincia di María Trinidad Sánchez.